# NS-Frauenschaft
NS-Frauenschaft (Den nationalsocialistiske kvindeliga), forkortet NSF, var kvindeorganisationen i det tyske nazistparti NSDAP. Den blev stiftet i oktober 1931 ved en fusion af flere nationale og nationalsocialistiske kvindeorganisationer. Reichsfrauenführerin (rigskvindefører) Gertrud Scholtz-Klink var leder for NS-Frauenschaft fra februar 1934 til slutningen af 2. verdenskrig i 1945.
BDM-Werk Glaube und Schönheit (BDM-selskabet for tro og skønhed) blev oprettet i 1938 som et mellemled mellem arbejdet i pigeorganisationen Bund Deutscher Mädel (BDM) og Frauenschaft. Medlemskab i Glaube und Schönheit var frivilligt og muligt for kvinder mellem 17 til 21 år